# بارونس ماری وتسرا
بارونس ماری وتسرا (به آلمانی: Marie Alexandrine Freiin von Vetsera) عضو اشرافی درجه دو اتریش و یکی از معشوقه‌های رودولف، ولیعهد اتریش–مجارستان بود. جسد آن دو در ۳۰ ژانویه ۱۸۸۹ در کلبهٔ شکار مایرلینگ پیدا شد.

## حادثه مایرلینگ

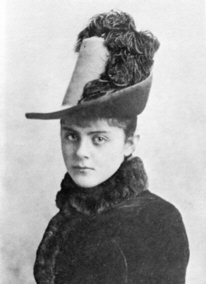
تصویری از ماری وتسرا در سال ۱۸۸۷

ماری وسترا کوچکترین فرزند بارون آلبین فون وسترا، دیپلمات و همسرش هِلِنه، عضوی متمول از یک خانوادهٔ یونانی بود. شاهزاده رودلف در سن ۳۰ سالگی عاشق ماری وسترا که تنها ۱۷ سال سن داشت، شد. این در حالی بود که رودلف قبل از آشنایی با ماری وتسرا، شاهزاده استفانی، را که از شاهزادگان بلژیک بود را به همسری خویش برگزیده بود. پس از آشکار شدن این ماجرا امپراتور اتریش، فرانتس یوزف یکم درخواست نمود که رودلف و ماری به رابطه خویش پایان دهند. در صبح ۳۰ ژانویه ۱۸۸۹ جسد آن‌ها در کلبهٔ شکار مایرلینگ، ناحیه‌ای نزدیک وین پیدا شد. مقامات درباری طی یک اعلامیه رسمی اظهار نظر نمودند که رودلف و بارونس ماری وتسرا اقدام به خودکشی کرده‌اند. پس از این اعلامیه رسمی و کوتاه، دیگر هیچ اطلاع و گزارشی از طرف هیچ مقامی در اتریش منتشر نشد.